# Cerro de las Minas
Cerro de la Minas è un sito archeologico situato nello Stato di Oaxaca in Messico, a nord della città di Huajuapan de León. Il sito appartiene a ciò che viene chiamato il Ñuiñe, le terre calde della regione abitata dai Mixtechi. Il sito si trova su una collina che domina la valle di Huajuapan, in ciò che ora sono i quartieri di Chapultepec, Santa Rosa, Alta Vista e Del Maestro. Questa collina si trova in una posizione strategica, in cui passavano le strade commerciali della valle. Il sito contiene un numero di insediamenti per l'élite della zona di quel periodo. Cerro de las Minas è aperto alle visite del pubblico.

## Storia del sito
La zona era compresa nella strada del commercio tra la valle del Messico e le valli centrali di Oaxaca, la valle di Tehuacán e altre aree della Sierra Madre del Sur. Il commercio si basava sullo scambio di ossidiana, ceramiche, tessuti, metalli, sale, legno, carbone vegetale, piante, frutta e copale. Lo sviluppo del villaggio in città è suddiviso in due fasi. La prima va dal 400 a.C. al 250 d.C. Il sito venne fondato da gente proveniente dal sito di Santa Teresa, a due km di distanza verso sud.
La seconda fase va dal 250 all'800, con lo sviluppo di una città-stato e di una cultura chiamata Ñuiñe. In entrambi i casi, le influenze culturali da altre aree mixteche e mesoamericane in generale sono chiaramente visibili. La città fu il centro economico e politico di una zona compresa in un raggio di 10–15 km. La popolazione della città stessa raggiunse un numero compreso tra le 1000 e le 2000 unità.
L'apice venne raggiunto nel periodo classico, con lo sviluppo della cultura Ñuiñe nelle terre basse mixteche in generale, con un proprio stile di architettura, di scrittura, di ornamenti sulle ceramiche, figurine, e urne.
A partire dall'800 la città entrò in declino, forse a causa della presenza di una nuova potenza regionale non molto distante. La zona rimase poco abitata fino all'arrivo degli spagnoli, che fondarono la città di Huajuapan nella valle vicino al fiume nel 1525.

## Descrizione del sito
La maggior parte del sito copre circa 50 ettari di una collina. La collina venne scelta come luogo in cui edificare poiché si trattava di una posizione ben difendibile. Il centro del sito è dominato da tre tumuli che sono alti 8 metri e misurano 40 metri in diametro. Questi formano una linea attraverso il centro dei siti e possiedono grandi piattaforme costruite in mezzo a loro. È presente un campo da gioco della palla lungo 60 metri e largo 15. I lati della collina vennero muniti di gradonate per creare degli spazi piani per il mercato, il palazzo e alcune zone residenziali.
Le zone residenziali sono provviste di fondamenta in pietra e adobe. In seguito le case vennero costruite con muri sottili e ornati.
Il palazzo è diviso in varie stanze, con un patio centrale e una grande tomba, la Numero 5. Questa tomba contiene tre sepolcri principali, forse appartenenti alla famiglia reale. Sono state trovate nove tombe in totale, alcune di queste saccheggiate, e altre che contenevano resti umani e oggetti. Oltre a queste sono state trovate più di cento fosse.

## Ritrovamenti
Negli anni 80 sono stati portati avanti delle ricerche e degli scavi al sito da una squadra di 200 persone sotto la guida di Marcus Winter. Quel poco che si sa dei Mixtechi di questa regione viene dagli indizi trovati nel sito. La maggior parte dei ritrovamenti erano nella tomba 5, situata a sud della piazza principale nel complesso dei palazzi. Questa tomba conteneva una gran quantità di oggetti in ceramica, e urne con rappresentazioni del dio del vento e del fuoco, con un braciere sulla testa, seduto su una piattaforma decorata con quattro glifi. Questo pezzo ora si trova al museo di Oaxaca. Gran parte della scrittura dei Ñuiñe si trova in questa tomba, incisa su pietre tombali. Questo tipo di scrittura contiene un glifo centrale, di solito il nome del morto accompagnato da alcune date. Due pietre tombali di questo tipo erano nella tomba 5. Il sistema di scrittura è lo stesso trovato a San Pedro y San Pablo Tequixtepec a circa 25 km a nord del sito. La tomba tre è stata saccheggiata, ma sono stati trovati frammenti di una urna e una pietra intagliata.
Gli elementi culturali ritrovati mostrano che vi furono contatti con altri siti mixtechi come Diquiyú, Monte Negro, Huamelulpan, Yucuita e Yucuñudahui.